# Ephedra strobilacea
Ephedra strobilacea là một loài thực vật hạt trần trong họ Ephedraceae. Loài này được Bunge mô tả khoa học đầu tiên năm 1852.